# Condado de Castronuevo
El Condado de Castronuevo es un título nobiliario español creado el 30 de enero de 1624 por el rey Felipe IV a favor de Cristóbal Porres y Enríquez de Sotomayor.
El señorío sobre la villa de Castronuevo, se inicia en 1391 en la persona de Pedro Gómez de Porres, I señor de Castronuevo, y finaliza con su noveno nieto José de Porres y Enríquez, II conde de Castronuevo, I marqués de Quintana del Marco ( título que se creó para él, y para los sucesivos primogénitos del conde de Castronuevo.
Su denominación hace referencia a la localidad de Castronuevo de los Arcos, provincia de Zamora.

## Condes de Castronuevo
| I     | Cristóbal Porres y Enríquez de Sotomayor            | 1624-               |
| II    | José de Porres y Enríquez                           |                     |
| III   | Francisca Enríquez de Porres                        |                     |
| IV    | María Petronila Niño de Porres y Enríquez de Guzmán |                     |
| V     | Martín Domingo de Guzmán y Niño                     | ? -1722             |
| VI    | Sebastián Guzmán de Spínola                         | 1722-1757           |
| VII   | José de Guzmán y Guevara                            | 1757-1781           |
| VIII  | Diego Ventura de Guzmán y Fernández de Córdoba      | 1781-1805           |
| IX    | Diego Isidro de Guzmán y de la Cerda                | 1805-1849           |
| X     | Carlos Luis de Guzmán y de la Cerda                 | 1849-1880           |
| XI    | José Rainiero de Guzmán y de la Cerda               | 1881-1891           |
| XII   | Juan Bautista de Guzmán y Caballero                 | 1891-1895           |
| XIII  | María del Pilar de Guzmán y de la Cerda             | 1895-1901           |
| XIV   | Juan de Zavala y Guzmán                             | 1901-1910           |
| XV    | Luis de Zavala y Guzmán                             | 1910-1915           |
| XVI   | María del Pilar García-Sancho y Zavala              | 1915- ?             |
| XVII  | Juan Bautista Travesedo y García-Sancho             | ' -1953             |
| XVIII | Juan Travesedo y Martínez de las Rivas              | 1953-1965           |
| XIX   | Juan Travesedo y Colón de Carvajal                  | 1965-2003           |
| XX    | Gonzalo Travesedo y Juliá                           | 2003-actual titular |

## Historia de los condes de Castronuevo
- Cristóbal de Porres y Enríquez de Sotomayor, I conde de Castronuevo, IX señor de Castronuevo, señor de Quintana del Marco.

1. Casó con Mariana de Mojica y Velasco. Le sucedió su hijo:

- José de Porres y Enríquez, II conde de Castronuevo, I marqués de Quintana del Marco.

1. Casó con Constanza de Orozco. Le sucedió su hermana:

- Francisca Enríquez de Porres, III condesa de Castronuevo, II marquesa de Quintana del Marco.

1. Casó con García Niño Conchillos, II conde de Villaumbrosa. Le sucedió su hija:

- Petronila Niño de Porres y Enríquez de Guzmán, IV condesa de Castronuevo, III marquesa de Quintana del Marco, III condesa de Villaumbrosa.

1. Casó con Pedro Núñez de Guzmán, III marqués de Montealegre. Le sucedió su hijo:

- Martín Domingo de Guzmán y Niño (.-1722), V conde de Castronuevo, IV marqués de Quintana del Marco. Sumiller de Corps del Rey.

1. Casó con Teresa Spínola y Colonna, hija de Paolo Vicenzo Spínola y Doria, III marqués de los Balbases. Le sucedió su hijo:

- Sebastián Guzmán de Spínola (1683-1757), VI conde de Castronuevo, V marqués de Quintana del Marco, VI conde de los Arcos.

1. Casó en 1708 con Melchora Vélez Ladrón de Guevara (f. 13 de septiembre de 1727),VII condesa de Villamediana, XII condesa de Oñate, III marquesa de Guevara y III condesa de Campo Real,  hija de Íñigo Manuel Vélez Ladrón de Guevara y Tassis, X conde de Oñate, V conde de Villamediana, II marqués de Guevara y II conde de Campo Real. Le sucedió su hijo:

- José de Guzmán y Guevara (1709-1781), VII conde de Castronuevo, VI marqués de Quintana del Marco, marqués de Guevara, VII conde de los Arcos, XII conde de Oñate, VIII conde de Villamediana, IV conde de Campo Real.

1. Casó en 1728 con María Feliche Fernández de Córdoba y Spínola (1705-1748), hija de Nicolás Fernández de Córdoba y de la Cerda, X duque de Medinaceli, IX duque de Feria, X duque de Segorbe, XI duque de Cardona, VIII duque de Alcalá de los Gazules, VII duque de Lerma, IX marqués de Cogolludo, VI marqués de Montalbán, IX marqués de Priego, VII marqués de Villafranca, conde de Zafra.
2. Casó en 1749 con Ventura Francisca (Buenaventura) Fernández de Córdoba Folch de Cardona Requesens y de Aragón (1712-1768), XI duquesa de Sessa, IX duquesa de Baena, X duquesa de Soma, XV condesa de Cabra, XVI condesa de Palamós, X condesa de Oliveto, XVI condesa de Trivento, condesa de Avellino, XIII vizcondesa de Iznájar, XXV baronesa de Bellpuig. Le sucedió, de su primer matrimonio, su hijo:

- Diego Ventura de Guzmán y Fernández de Córdoba (1738-1805), VIII conde de Castronuevo, VII marqués de Quintana del Marco, V marqués de Guevara, XVII marqués de Aguilar de Campoo, VIII conde de los Arcos, XIII conde de Oñate, IX conde de Villamediana, V conde de Campo Real, conde de Añover de Tormes, conde de Castañeda.

1. Casó con María Isidra de la Cerda y Guzmán Manrique de Lara, XIX duquesa de Nájera, XIV condesa de Paredes de Nava, VI marquesa de la Laguna de Camero Viejo. Le sucedió su hijo:

- Diego Isidro de Guzmán y de la Cerda (1776-1849), IX conde de Castronuevo, XX duque de Nájera, VIII marqués de Quintana del Marco, VI marqués de Guevara, XVIII marqués de Aguilar de Campoo, VII marqués de la Laguna de Camero Viejo, IX conde de los Arcos, XIV conde de Oñate, X conde de Villamediana, VI conde de Campo Real, XV conde de Paredes de Nava, XVII conde de Treviño, conde de Castañeda, conde de Valencia de Don Juan.

1. Casó con María del Pilar de la Cerda y Marín de Resende, hija de José María de la Cerda y Cernesio, V conde de Parcent y de María del Carmen Marín de Resende, condesa de Bureta.
2. Casó con María Magdalena Caballero y Terreros. Le sucedió, de su primer matrimonio, su hijo:

- Carlos Luis de Guzmán y de la Cerda (1801-1880), X conde de Castronuevo, XXI duque de Nájera, IX marqués de Quintana del Marco, XV conde de Oñate, VII conde de Campo Real.

1. Casó con su prima hermana María Josefa de la Cerda y Palafox. Sin descendientes. Le sucedió su hermano:

- José Rainiero de Guzmán y de la Cerda (1801-1891), XI conde de Castronuevo, XXII duque de Nájera, X marqués de Quintana del Marco, VII marqués de Guevara, XVI conde de Oñate. Soltero, sin descendientes. Le sucedió, del segundo matrimonio de su padre, su hermanastro:

- Juan Bautista de Guzmán y Caballero, XII conde de Castronuevo, XXIII duque de Nájera, XI marqués de Quintana del Marco, XVIII conde de Treviño, XVII conde de Oñate. Soltero, sin descendientes. Le sucedió su hermanastra, hija del primer matrimonio de su padre:

- María del Pilar de Guzmán y de la Cerda (1811-1901), XIII condesa de Castronuevo, XXIII duquesa de Nájera, XII marquesa de Quintana del Marco, XII marquesa de Montealegre, XIX condesa de Treviño, XVII condesa de Oñate, XVI condesa de Paredes de Nava, VIII marquesa de Guevara.

1. Casó con Juan de Zavala y de la Puente, I marqués de Sierra Bullones, III marqués de la Puente y Sotomayor, marqués de Torreblanca, VI conde de Villaseñor. Le sucedió su hijo:

- Juan de Zavala y Guzmán (1844-1910), XIV conde de Castronuevo, XXV duque de Nájera, II marqués de Sierra Bullones, XIII marqués de Montealegre, XIV marqués de Quintana del Marco, marqués de Montealegre, marqués de XVII conde de Paredes de Nava, XIX conde de Oñate, XX conde de Treviño.

1. Casó con Carolina Santamarca y Donata, II marquesa de Santamarca. Sin descendientes. Le sucedió su hermano:

- Luis de Zavala y Guzmán (1853-1915), XV conde de Castronuevo, XXVI duque de Nájera, III marqués de Sierra Bullones, XIV marqués de Montealegre, marqués de Aguilar de Campoo, XVIII conde de Paredes de Nava, XX conde de Oñate, conde de Campo Real, conde de Castañeda.

1. Casó con Guillermina Heredia y Barrón. Sin descendientes. Le sucedió, la hija de su hermana María del Pilar de Zavala y Guzmán, IV marquesa de Sierra Bullones, XXI condesa de Oñate, marquesa de Aguilar de Campoo,  condesa de Castañeda, casada con Ventura García-Sancho e Ibarrondo, conde de Consuegra, su sobrina:

- María del Pilar García-Sancho y Zavala (1864-1916 ), XVI condesa de Castronuevo, XXVII duquesa de Nájera, V marquesa de Sierra Bullones, marquesa de Torreblanca, XXI marquesa de Aguilar de Campoo, XXI condesa de Paredes de Nava, XXII condesa de Treviño, XXII condesa de Oñate, condesa de Castañeda, condesa de Consuegra.

1. Casó con Leopoldo Travesedo y Fernández-Casariego. Le sucedió su hijo:

- Juan Bautista Travesedo y García-Sancho (1890-1965), XVII conde de Castronuevo, XXVIII duque de Nájera, XIV marqués de Quintana del Marco, XXII marqués de Aguilar de Campoo, VIII marqués de Torreblanca, XXII conde de Paredes de Nava, VI marqués de Sierra Bullones, X conde de Campo Real, XXIII conde de Treviño, XXIII conde de Oñate, IV conde de Consuegra.

1. Casó con María del Carmen Martínez de las Rivas y Richardson. Le sucedió su hijo:

- Juan Travesedo y Martínez de las Rivas, XVIII conde de Castronuevo, XXIX duque de Nájera, VII marqués de Sierra Bullones, XXIII conde de Paredes de Nava, XXIV conde de Treviño, XXIV conde de Oñate, conde de Campo Real.

1. Le sucedió, de su hermano José María, su sobrino:

- Juan Travesedo y Colón de Carvajal (n. en 1949), XIX conde de Castronuevo, XXX duque de Nájera, XV marqués de Quintana del Marco, XXV conde de Oñate, XXIV conde de Paredes de Nava, XXV conde de Treviño, VI conde de Consuegra, conde de Campo Real.

1. Casó con Ana María Juliá y Díez de Rivera, hija de Camilo Juliá de Bacardí,marqués pontificio de Juliá, y de María de los Dolores Díez de Rivera y Guillamas, VII condesa de Almodóvar. Le sucedió su hijo:

- Gonzalo Travesedo y Juliá (n. Madrid en 1989), XX conde de Castronuevo.[1]